# Nikica Jelavić
Nikica Jelavić (* 27. August 1985 in Čapljina, SR Bosnien und Herzegowina, SFR Jugoslawien) ist ein ehemaliger kroatischer Fußballspieler. Zuletzt stand er bei Lokomotiva Zagreb unter Vertrag.

## Karriere

### Verein
Jelavić begann seine Karriere in der Jugendmannschaft von GOŠK Gabela, ehe er 2002 als 17-Jähriger für eine geschätzte Ablösesumme von 130.000 Euro zur U-19-Mannschaft von Hajduk Split wechselte. 2004 schaffte er den Durchbruch in der Kampfmannschaft und erzielte in 31 Liga-Einsätzen 15 Tore. Einsätze als Stammspieler blieben ihm allerdings verwehrt; in den meisten Spielen wurde er als sogenannter Joker in den letzten Spielminuten eingewechselt.
In der Saison 2007/08 absolvierte er für SV Zulte Waregem 28 Spiele, ehe er im Juni 2008 auf Leihbasis zum amtierenden österreichischen Meister SK Rapid Wien wechselte. Jelavić absolvierte 34 Spiele als Joker, da er an den beiden österreichischen Stürmern Stefan Maierhofer und Erwin Hoffer nicht vorbeikam. 2009 unterschrieb Jelavić für zwei Jahre bei Rapid.
Am 20. August 2009 erzielte Jelavić mit dem nach 16 Sekunden erzielten Treffer zum 1:0-Endstand beim Hinspiel in Wien gegen Aston Villa das drittschnellste Europacuptor; am 27. August 2009 erzielte er im Rückspiel in der 76. Minute das für Rapid wichtige Auswärtstor. Das Spiel endete 2:1 für Aston Villa, doch Rapid zog durch die Auswärtstorregel in die nächste Runde ein. Damit wurde Rapid die erste österreichische Mannschaft, die einen englischen Verein in einem europäischen Wettbewerb eliminierte.
Am 19. August 2010 erklärte Jelavić wenige Stunden vor dem Europa-League-Playoff gegen Aston Villa, nicht mehr für den SK Rapid Wien spielen zu wollen und wechselte mit sofortiger Wirkung zu den Glasgow Rangers nach Schottland. Die Ablösesumme belief sich Medienberichten zufolge auf 4,9 Mio. Euro. Durch den darauf folgenden Aufstieg der Wiener in die Gruppenphase der Europa League konnte er in dieser Saison aber nicht mehr in der UEFA Champions League eingesetzt werden.
Am 31. Januar 2012 wurde er vom FC Everton verpflichtet. Er unterschrieb einen Vertrag über viereinhalb Jahre und gab sein Debüt in der zweiten Halbzeit beim 1:1 im Auswärtsspiel gegen Wigan Athletic. Am 10. März 2012 gab Jelavić sein Startelf-Debüt und schoss das Siegtor gegen Tottenham Hotspur. Er erzielte neun Tore in 13 Spielen, wofür er mit der Auszeichnung des Fußballer des Monats geehrt wurde.
Am 15. Januar 2014 wechselte Jelavić zu Hull City, wo er einen Vertrag bis zum 30. Juni 2017 unterschrieb.
Im Februar 2016 verließ er West Ham vorzeitig, nachdem er nur in 13 Ligaspielen eingesetzt worden war. Für eine Ablösesumme von 2 Millionen £ wechselte er nach China zu Beijing Renhe. Nach einer Saison wechselte er innerhalb Chinas weiter zu Guizhou Renhe.
Jelavić beendete 2021 seine Karriere bei Lokomotiva Zagreb in Kroatien.

### Nationalmannschaft
Jelavić gab am 8. Oktober 2009 in Rijeka gegen Katar sein Debüt in der kroatischen Nationalmannschaft und erzielte dabei den 3:2-Siegtreffer in der 90. Minute.
Ebenso war Jelavić Teil der kroatischen Nationalmannschaft während der Fußball-Europameisterschaft 2012 in Polen und der Ukraine. Er erzielte im ersten Gruppenspiel gegen Irland dabei den Führungstreffer zum 2:1. In den weiteren Gruppenspielen gegen Italien und Spanien kam Jelavić ebenfalls zum Einsatz, konnte jedoch das unglückliche Vorrundenaus nicht verhindern. Für die WM 2014 wurde er ebenfalls nominiert. Dort kam Jelavic in zwei Vorrundenspielen zum Einsatz.
Am 11. Oktober 2014 trat Jelavic überraschend aus der kroatischen Nationalmannschaft zurück, nachdem er in einem Qualifikationsspiel für die Fußball-Europameisterschaft 2016 gegen Bulgarien 90 Minuten auf der Auswechselbank gesessen hatte.

## Titel und Erfolge
Titel
- Schottischer Meister: 2010/11
- Schottischer Ligapokalsieger: 2010/11
- Kroatischer Meister: 2004/05
- Kroatischer Supercupsieger: 2005

Auszeichnungen
- Englands Fußballer des Monats: April 2012